# Spansdalen
68°43′16.727″N 17°51′35.975″Ø / 68.72131306°N 17.85999306°Ø
Spansdalen (nordsamisk: Ruŋgu/Ruŋgovuopmi) er en dal i Lavangen kommune i Troms og Finnmark fylke i Norge. Spansdalen er en af Norges største kløfter, ca. 8 kilometer lang, udgravet af Spansdalselva. I dalbunden af canyonen ligger Sneveien (100 moh.) øverst, og nederst til under Holmen (30 moh.). Fjeldet på nordsiden er Trosen (1.217 moh.), og på sydsiden af dalen ligger den 1.457 meter høje Spanstind  (Čohkka/Stuor(ra)čohkka/Ruŋggučohkka) med vandfaldet Henrikkafossen (Heandrihkágorži). Fylkesvei 84 går nede i bunden af dalen. 
I dag er det mest almindeligt at  bruge den korte form af det samiske stednavn. I nedre del af Spansdalen ligger bygden med samme navn (nordsamisk Ruŋgu). Navnet Ruŋgu betegner topografien på stedet: skovklædt dal med bratte bjergsider.
De fleste af bygdens ca. 100 indbyggere (2009) er efterkommere efter svenske rendyrsamer som for ca. 200 år siden blev bofaste i det som havde været deres sommergræsningsland. Det er først i folketællingen fra 1825 at de første bofaste samer kommer til syne i skriftlige kilder, men man kan regne med at de blev mer bofaste her fra slutningen af 1700-tallet. NOU 1995